# Edoardo Boutet
Edoardo Boutet, conosciuto anche con il nome di Eduardo, (Napoli, 1856 – Roma, 30 marzo 1915) è stato un giornalista, critico teatrale e impresario teatrale italiano.

## Biografia
Nato da genitori di origini francesi, fu tra i maggiori critici teatrali di fine Ottocento, e iniziò a praticare la sua professione nel 1879 nella sua città natale, collaborando con diverse testate locali, a cominciare da Il Corriere del Mattino. Trasferitosi a Roma nel 1885, collaborò con diversi quotidiani, primo fra tutti il Corriere di Roma e La Tribuna illustrata. Nel 1889 fondò e diresse la rivista Il Carro di Tespi, le cui pubblicazioni durarono fino al 1891. Sempre nella capitale, Boutet nel 1905 fondò la Compagnia Stabile Romana presso il Teatro Argentina, che diresse per tre anni e che fu una delle più importanti compagnie teatrali a livello nazionale. Nel 1908 tornò alla sua attività di insegnante e giornalista, che esercitò fino alla morte. Come giornalista era noto anche con lo pseudonimo Caramba.

## Opere
- Quidam, 1904